# Nikolaos Chundis
Nikolaos (Nikos) Chundis, gr. Νικόλαος (Νίκος) Χουντής (ur. 17 września 1953 w Langadii w Arkadii) – grecki polityk, działacz komunistyczny, poseł do Parlamentu Europejskiego V, VII i VIII kadencji.

## Życiorys
Studiował na Politechnice Ateńskiej i na Uniwersytecie Panteion. W 1987 został powołany do komitetu centralnego Komunistycznej Partii Grecji. W 1996 objął stanowisko sekretarza grupy parlamentarnej lewicowej koalicji Sinaspismos. W 2004 przez trzy miesiące zasiadał w Parlamencie Europejskim V kadencji. W 2005 wszedł w skład komitetu centralnego Koalicji Radykalnej Lewicy (Syriza). Na skutek wyborach w 2009 ponownie zasiadł w Europarlamencie. Przystąpił do grupy Zjednoczonej Lewicy Europejskiej i Nordyckiej Zielonej Lewicy, a także do Komisji Gospodarczej i Monetarnej. W 2015 wybrany na posła do Parlamentu Hellenów, objął następnie stanowisko wiceministra spraw zagranicznych w rządzie Aleksisa Tsiprasa. W lipcu 2015 powrócił natomiast do Europarlamentu, obejmując mandat, z którego zrezygnował Manolis Glezos. Miesiąc później wystąpił z Syrizy, dołączając do ugrupowania Jedność Ludowa.